# Alejandro Parreño Gausí
Alejandro Parreño Gausí, és un cantant i compositor valencià. Conegut per la seva participació en la primera edició del concurs televisiu Operación Triunfo els anys 2001 i 2002.

## Trajectòria professional
Alejandro Parreño Gausí va néixer a la ciutat de València el 10 de gener de 1978. Des de petit va viure un ambient musical a casa seva. El seu pare, Mariano, que era amant de la música, tocava l'harmònica i li agradava escoltar música clàssica amb els seus fills. Després de cursar els estudis se'n va anar a Anglaterra durant un any i mig a perfeccionar l'anglés i conéixer la música que més destacava. Va arribar a tocar amb un grup d'amics a estacions de metro.

### Operación Triunfo
Es va presentar i va ser seleccionat en els càstings de la primera edició d'Operación Triunfo. Va arribar fins a la vuitena gala, en la qual va ser eliminat del concurs. Després del concurs va participar en una gira arreu d'Espanya (Gira OT 2002).

## Discografia
En solitari
- Perdido en el paraíso (2002)[4]
- Me río (2003)[5]

Amb la banda Nómada
- Nómada (2007)[6]